# Dlhé nad Cirochou
Dlhé nad Cirochou (hongrois : Cirókahosszúmező) est un village de Slovaquie situé dans la région de Prešov.

## Histoire
Première mention écrite du village en 1342.

## Démographie

### Évolution de la population
| Année:               | 1994. | 2004.   | 2014.   | 2024.   |
| -------------------- | ----- | ------- | ------- | ------- |
| Nombre de personnes: | 2029  | 2106    | 1995    | 1868    |
| Différence:          |       | +3,79 % | -5,27 % | -6,36 % |

| Année:               | 2023. | 2024.   |
| -------------------- | ----- | ------- |
| Nombre de personnes: | 1851  | 1868    |
| Différence:          |       | +0,91 % |